# マルチトロニック

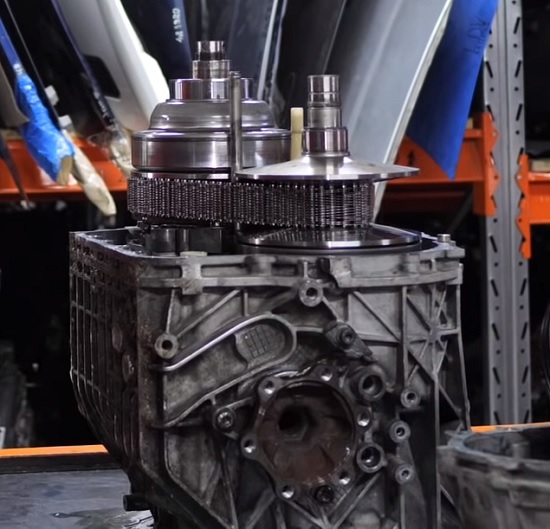
部分的に分解されたアウディ・マルチトロニック

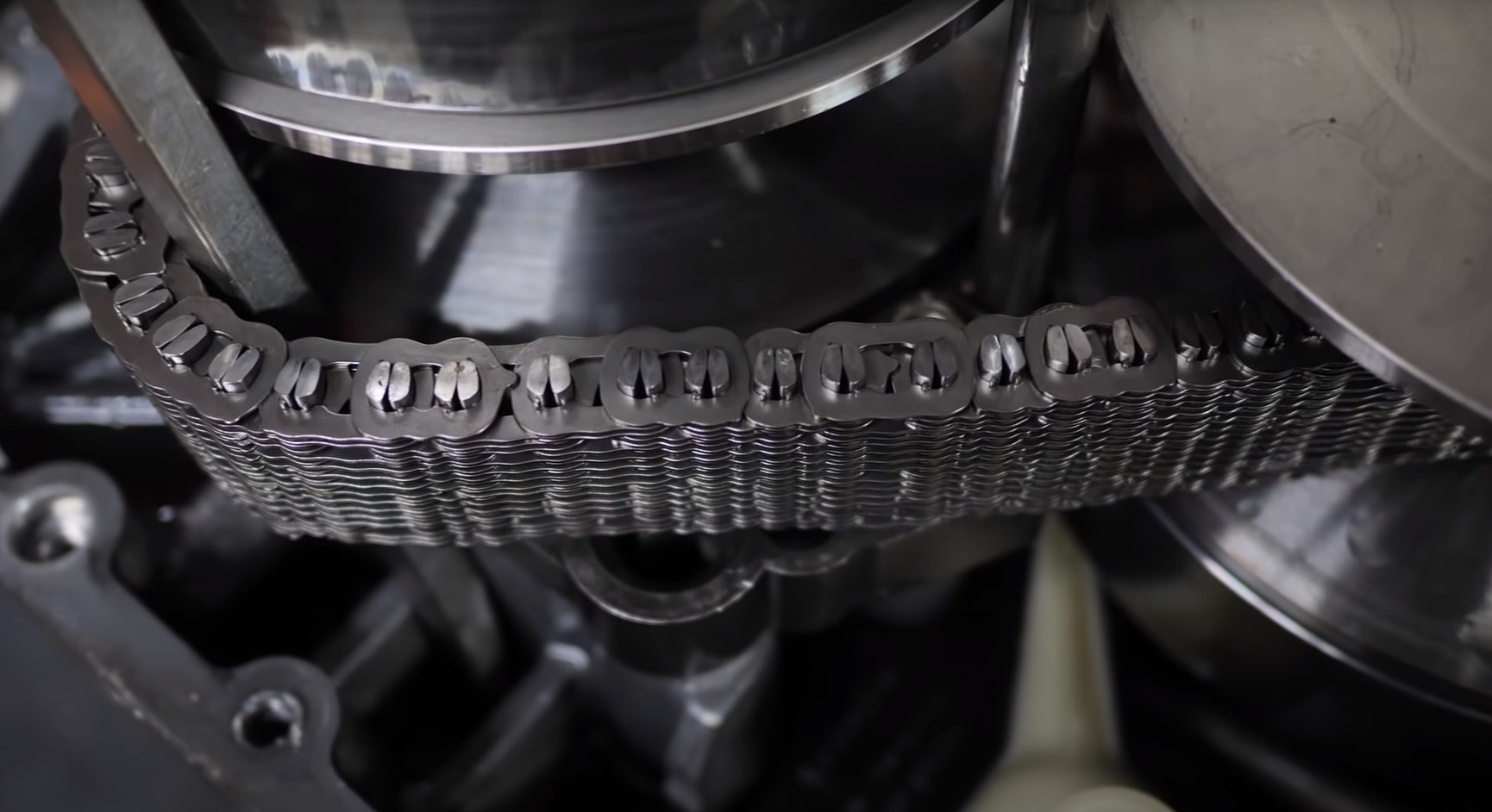
マルチトロニックトランスミッションのチェーンの近接写真

マルチトロニックは、1999年末にアウディ社によって売り出された無段変速機（トランスミッション）である。ドイツのシェフラー・グループのルーク（LuK）社との共同開発、共同製造。アウディによる表記は全て小文字のmultitronicであり、商標登録されている。
DAFによって実用化された連続可変変速機（CVT）の原理に基づく。
Multitronicという単語の初出はスタートレック（邦題: 宇宙大作戦）の第2シーズン第24話『恐怖のコンピューターM-5（The Ultimate Computer）』である。
マルチトロニックはCVTの昔からの短所を克服するために、リンクプレートチェーン駆動、油冷多板クラッチ（当初は6枚、後には大排気量のターボディーゼルエンジンの高トルク出力に対応するために7枚からなる）、複雑な電子機器を使用する。

## 機能
本トランスミッションはアウディの「"Dynamic Regulating Programme (DRP)」によって監視、制御される。DRPはドライバーの入力（どのようにアクセルペダルを踏み込んだか）、走行状況、およびエンジン負荷を追跡し、使用者によって定められたように燃料効率または最大性能のために最適なギア比を計算する。本トランスミッションは性能を上げるために事前にプログラムされたアンダードライブを、または燃費を向上させるためにオーバードライブを選択できる。2004年からは、性能マッピングを事前選択する「sport mode」を提供した。電子システムは車両が下り坂を走っているかどうかを検出するセンサーを含み、こういった状況において付加的なエンジンブレーキを与える。マルチトロニックは数多くのドライバーが選択可能な固定ギア比も提供し、ギアレバーまたは（オプションの）パドルシフトによって操作できる。
初期版は6速マニュアルモードを備えていた。2004年には7速となり、その後8速にまで増えた。マルチトロニックトランスミッションを搭載する一部のアウディ・A6モデルは現在標準装備としてパドルシフトを備えている。これらの制御はパドルシフトの1つを動作させた時にセミオートマチックモードへと移行することもできる。しかしながら、一定時間操作されないとフルオートマチックモードに戻る。

## 実性能
マルチトロニックは、同等の5速マニュアルギアボックスと同等、場合によってはより良い、そして従来型のオートマチックトランスミッションよりも優れた性能と燃費を示す。特に性能面では、同等のマニュアルトランスミッション車と比較して、「ギア内」での継ぎ目のない加速時間が優れている。
マルチトロニックは、2.0 TSIガソリンエンジンを搭載したアウディ・A4、アウディ・A5、アウディ・A6、およびセアト・エクシオの前輪駆動モデルでのみ提供された。quattro四輪駆動システムやアウディ・A3で見られるような横置きエンジン配置とは互換性がない。最初は、トルク限界は310ニュートンメートル (229 lbf⋅ft)であったが、400ニュートンメートル (295 lbf⋅ft)のトルクに耐えられるように改良がなされた。2014年、アウディはマルチトロニックを廃止し、Sトロニックに置き換えることを発表した。このため、アウディ・A5 8Tがマルチトロニックを搭載した最後のモデルとなった。

## 信頼性

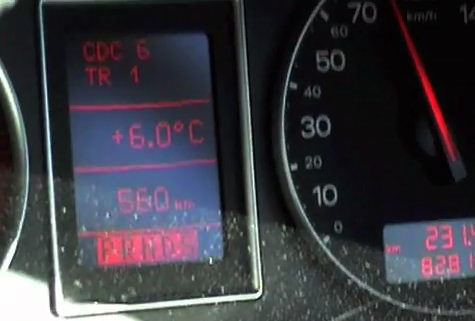
アウディ・A4のダッシュボード上の点滅するギアセレクター（PRNDS）。トランスミッションシステムの異常を示している。

その滑らかさと向上した燃費にもかかわらず、世界中の所有者から、特に2006年前後に製造された6枚プレートのクラッチパックを使用したモデルでマルチトロニックトランスミッションが電子的な誤作動と機械的問題を起こしやすいという膨大な報告が上がっている。典型的な症状はダッシュボード上の点滅するギアセレクター（PRNDSインジケーター）、加速中の抵抗と振動の両方またはいずれか一方、後退ギアを選択できなくなることなどである。アウディは5万5千キロメートルと11万5千メートルでのトランスミッションオイル交換を推奨しているものの、推奨された期間でオイル交換してもなお起こるトランスミッション不具合の事例が存在する。
米国では、アウディ所有者が集団訴訟で勝訴し、10年以内にトランスミッションが故障した場合に新品と交換される。

## 販売促進キャンペーン
2001年、アウディは欧州全土でマルチトロニックトランスミッションを宣伝するテレビコマーシャルを放映した。CMにはエルヴィス・プレスリーの物真似役者が出演した。CMではマルチトロニックトランスミッションを搭載したアウディ車の滑らかな乗り心地を示すために後に「ヴァッケル・エルヴィス（"ぐらぐら・エルヴィス"）」と命名されたダッシュボード人形が登場した。この人形は元々はCMでの使用のみが意図されていたが、CM放送後にヴァッケル・エルヴィスに対する需要がファンの間で高まったため、中国で大量生産され、アウディによって自社のファクトリーアウトレットストアで販売された。